# Alternative TV
Gli Alternative TV sono un gruppo punk inglese formatosi a Londra nel 1977, di notevole influenza per parecchi artisti musicali. Sono generalmente considerati uno dei primi gruppi ad aver arricchito il punk con tendenze sperimentali, anche grazie all'utilizzo di tastiere.

## Storia

### Gli inizi
Mark Perry, futuro frontman del gruppo, fu il fondatore di Sniffin' Glue, la prima fanzine punk inglese. La rivista fu fondata da Perry, al tempo impiegato di banca, nel luglio 1976, dopo aver assistito ad un concerto dei Ramones. Sniffin' Glue divenne rapidamente la fanzine più importante dell'intero movimento punk inglese, e Perry lasciò il suo lavoro per dedicarvisi a tempo pieno; così facendo, divenne una delle figure fondamentali del punk di Londra, e fu spesso intervistato da TV e giornali.
Come disse al tempo il New Musical Express:
(NME 29 giugno 1978)
Agli inizi del 1977 Perry, assieme a Miles Copeland, fondò l'etichetta discografica Step Forward Records, che pubblicò molti album di gruppi importanti nell'ambiente punk come The Fall, Sham 69, Chelsea e The Cortinas. Nello stesso periodo Perry collaborò anche con altre etichette di Copeland, come Deptford Fun City Records e Illegal Records.
Nel marzo 1977 Perry incontrò il futuro chitarrista degli ATV, Alex Fergusson, secondo Fergusson al noto Roxy Club di Londra, secondo Perry al negozio Rough Trade. Poco dopo, Perry formò gli Alternative TV insieme a Fergusson, al batterista John Towe, ex Generation X, e al bassista Mickey Smith. I quattro, iniziarono a provare allo studio di registrazione dei Throbbing Gristle a Hackney, in cui scrissero le tracce Love Lies Limp, Alternatives to Nato, Street Fighter, Still Life, Never Saw The Blitzkrieg e Life. Il quartetto fece il suo debutto live il 6 maggio al Nottingham Punk Festival, insieme a Generation X, Chelsea e The Models. Presto Miles Copeland, con cui Perry aveva collaborato, divenne il manager del gruppo e iniziò a lavorare per un contratto con la EMI. Perry, che aveva fortemente criticato i Clash al momento della loro firma con la major CBS Records, dichiarò in seguito:
(Mark Perry)
Il gruppo registrò dunque How Much Longer, Life, Love Lies Limp e You Bastard in uno studio offerto dalla EMI, ma l'accordo non si concretizzò in quanto l'etichetta rifiutò i demo.
Dopo brevissimo tempo questa prima formazione si divise, e Smith uscì dalla band, facendo pochi giorni dopo da warm up per Wayne County & the Electric Chairs e venendo sostituito dall'ex-New Beatles Tyrone Thomas. In quella stessa estate, precisamente in agosto, la band fece il suo debutto discografico con il singolo Love Lies Limp, pubblicato in allegato all'ultimo numero di Sniffin' Glue, il dodicesimo, che vendette più di 10 000 copie. Da questo momento Perry si dedicherà unicamente alla musica, che era sempre stata la sua vera aspirazione. Sempre NME affermò a questo proposito:
(NME, 29 giugno 1978)

### I primi due album e lo scioglimento
Immediatamente dopo la pubblicazione anche il batterista Towe abbandonò il gruppo.
In sostituzione di Towe si aggiunse agli ATV Chris Bennett, e il quartetto riprese a suonare live, facendo anche un'apparizione nel documentario sul punk The Punk Rock Movie di Don Letts. In quel periodo Fergusson si occupava della scrittura della parte strumentale, mentre Perry si dedicava ai testi. Il quartetto rimase stabile per breve tempo, provando in un ufficio di Miles Copeland vicino allo storico 100 Club di Londra. In quel periodo iniziarono le prime divergenze, principalmente perché Mark Perry si rifiutava di continuare a suonare live. Lo stesso Perry spiegò le sue ragioni alla fanzine Zigzag nel dicembre 1977, dicendo di non voler far parte del circuito dei locali punk di Londra costituito da Roxy, Vortex e Nashville, in quanto li riteneva banali e stereotipati. Nonostante la posizione di Perry, il gruppo fece un breve tour in Scozia con i Chelsea. Ma le frizioni all'interno del quartetto si fecero sempre più forti, dal momento che Fergusson non condivideva l'idea di smettere di suonare live, dichiarando:
(Alex Fergusson)
La situazione divenne ancora più insostenibile quando i due iniziarono a divergere anche riguardo alle scelte musicali: Perry era sempre più propenso a fare degli ATV un gruppo d'avanguardia musicale, mentre Fergusson desiderava comporre musica più semplice. Per questi motivi Perry decise di sciogliere la band dopo un concerto all'Erics Club di Liverpool e di riformarla subito dopo senza Fergusson. Gli ATV suonarono meno di due settimane dopo al club Speakeasy con la nuova formazione, con Thomas che passò dal basso alla chitarra, Dennis Burns al basso e un secondo chitarrista, Kim Turner, in seguito manager dei The Police, che sarebbe rimasto in formazione fino al maggio 1978.
Fergusson invece costituì i Cash Pussies e, qualche anno più tardi, gli Psychic TV insieme a Genesis P. Orridge dei Throbbing Gristle.
Nel novembre 1977 gli ATV pubblicarono il secondo singolo How Much Longer/You Bastard, una critica all'apatia della cultura giovanile, con la Depford Fun City Records di Miles Copeland. Seguì un ulteriore singolo, Life After Life, evidentemente influenzato dal reggae. L'album di debutto, The Image Has Cracked, seguì poco dopo, nel maggio 1978, in seguito a svariati cambi di formazione. Il disco, composto in parte da materiale registrato in studio e in parte da tracce live, divise la critica, in quanto comprendeva alcuni pezzi scritti dall'ex Fergusson, più orientati al punk tradizionale, assieme agli ultimi singoli della band, molto più sperimentali. Gli ATV proseguirono nella nuova direzione musicale, imbarcandosi anche in un tour con il gruppo hippie Here & Now, con cui pubblicarono un album live split registrato a Stonehenge. Con il singolo successivo, Life/Love Lies Limp, registrato quando Towe era ancora in formazione, il gruppo iniziò a muoversi in territori musicali più sperimentali, influenzati dai Throbbing Gristle. Si susseguirono ancora molti cambi di formazione, tanto che, al tempo della pubblicazione del secondo album Vibing Up the Senile Man, l'unico membro fondatore rimasto era Mark Perry. Tyrone Thomas fu estromesso dalla band probabilmente perché aveva l'abitudine di ubriacarsi spesso, mentre il batterista Chris Bennet lasciò la band per divergenze artistiche, in particolare sull'utilizzo o meno di sintetizzatori. L'album fu un fiasco di critica, ottenendo addirittura uno zero nella recensione di Sounds e distanziandosi definitivamente dal punk degli esordi. Dal punto di vista musicale Vibing Up the Senile Man consacrò la definitiva trasformazione degli ATV da gruppo punk a complesso sperimentale, con influenze di free jazz e elettronica.
Ben presto il gruppo si trovò in difficoltà a causa della nuova direzione musicale: la maggior parte dei fan che si recavano ai concerti della band preferiva la prima fase artistica degli ATV, più punk e meno sperimentale. Ad un concerto in particolare, svoltosi al teatro di Greenwich, il pubblico tentò di distruggere gli amplificatori del gruppo. Nonostante questo episodio il quartetto intraprese un tour, per il quale fu ingaggiato il chitarrista Dave George, e nell'aprile 1978 suonò il proprio ultimo concerto a Chelmsford. Perry infatti, per non dover badare alle aspettative dei fan dei primi ATV, decise di cambiare il nome del complesso in The Good Missionaries. Con questo nome fu terminato il tour, poi il gruppo si sciolse. In quello stesso mese fu pubblicato un ultimo singolo, con Anno degli Here & Now alla voce.
Seguirono una serie di produzioni sotto il solo nome di Perry, tra cui l'album Door and the Window.

### DaSnappy Turnsad oggi (1982 - 2010)
L'anno successivo Perry intraprese una carriera solista con l'album Snappy Turns, con la collaborazione di Fergusson, oltre a suonare come batterista in The Lemon Kittens e The Door & the Window e come cantante nei Reflections. Nel 1981 Perry riformò gli ATV, insieme ai componenti dei Cash Pussies unicamente per pubblicare l'album Strange Kicks per la I.R.S. Records. Dice Perry a proposito dell'album:
(Mark Perry)
Tuttavia l'album non ebbe buone vendite e ciò causò la rottura dei rapporti tra Copeland e Perry; quest'ultimo si trovò addirittura obbligato a lavorare. Poi il gruppo si sciolse nuovamente, e il frontman lasciò la musica dal 1982 al 1984, anno in cui gli ATV si riunirono un'altra volta. Dal 1984 alla metà degli anni novanta la band continuò ad essere attiva ad intermittenza, suonando vari concerti e registrando altri album con molte etichette diverse, tra cui Sol e Dragon Love. Durante questa riunione, iniziata tra il 1986 e il 1987, il complesso abbandonò totalmente il punk degli esordi e subì l'influenza di Jesus and Mary Chain e Sonic Youth. Tuttavia nel 1995 l'ensemble tornò a frequentare l'ambiente punk partecipando ad un festival punk a Bath e rispolverando molti pezzi degli esordi. Nel 1999 Perry festeggiò il suo ventesimo album con la pubblicazione di Apollo e l'anno successivo fu impegnato nella stesura del testo del libro fotografico di Erica Echenberg And God Created Punk, pubblicato dalla Virgin. Nel 2000 tutti i numeri di Sniffin' Glue furono pubblicati da Sanctuary Books con il titolo Sniffin' Glue: The Essential Punk Accessory.
Nel dicembre dello stesso anno il gruppo registrò due tracce, Communication Failure e Plastic People, in una sessione alla Lewisham College Radio. Le due tracce, rispettivamente una nuova versione di una traccia già presente in Apollo e una cover di Frank Zappa, vennero incluse nelle compilation Mad Pride e Punk Aid.
Nel 2001 suonarono per la prima volta a New York alcuni concerti, tra questi anche uno all'anniversario del magazine Punk al CBGB il 10 gennaio, insieme a Dictators, Niagara e Thor. Seguirono, tra l'11 e il 16 dello stesso mese, altri cinque concerti a nella Grande Mela, con il supporto di complessi locali fra cui i Dementia Thirteen e i Last Burning Embers. Il 14 e il 15 febbraio Perry fu intervistato due volte, rispettivamente dal South East London Mercury e dal South London Press, e due giorni più tardi gli ATV suonarono all'Amersham Arms di Londra. Il 22 febbraio fu pubblicato Below Critical Radar, un libro che esplorava la storia delle fanzine dal 1976 in poi, definendo Sniffin' Glue la più importante in ambito punk. Il 28 febbraio fu pubblicata un'ulteriore intervista a Perry sulla fanzine statunitense Perfect Sound Forever, registrata durante il minitour degli ATV a New York di gennaio. Il 21 marzo sul sito ufficiale di Mark Perry fu annunciata la cancellazione di due concerti al 100 Club e a Birmingham, che si sarebbero dovuti svolgere il 5 e il 6 aprile, dal momento che il complesso sarebbe stato impegnato in quei giorni a New York, invito del magazine Spin, per festeggiare i venticinque anni del punk.
Il 1º aprile, con il nuovo bassista Grahame Hullett, gli ATV si esibirono due volte nel corso del festival Alternative Music, che comprendeva nomi come Menace, One Way Sistem, Steve Diggle Band e Glen Matlock. Il 6, il 19 e il 20 aprile il complesso fu impegnato in tre ulteriori concerti, rispettivamente all'anniversario del magazine The Big Takeover a New York, a Walthamstow e alla presentazione del cortometraggio Funeral a Londra. Dopo una pausa di un paio di mesi il quartetto si ritrovò il 4 giugno in studio a Bermondsey per registrare Revolution, e vi rimase fino all'8 giugno. Nell'agosto 2001 gli ATV furono impegnati prima nella pubblicazione del nuovo album Revolution, poi in un tour in Regno Unito dal 1º al 26 agosto. Revolution, contenente 11 nuove tracce, fu pubblicato il 27 agosto dello stesso anno da Public Domain Records. 
Dopo un ulteriore concerto il 31 agosto al locale Amersham Arms di Londra, il complesso si prese una pausa di circa un mese dall'attività live. Il gruppo tornò sul palco il 20 settembre al 100 Club di Londra in occasione del venticinquesimo anniversario del locale, assieme ai Chelsea. Nei giorni successivi Revolution fu recensito dalla rivista The Wire, e Perry fu intervistato dal DJ Matt Mason su Total Rock Radio, e gli ATV suonarono live in occasione del lancio del CD al negozio The Garage di Londra. La band non tornò a suonare dal vivo prima del 19 dicembre, quando si esibì al 100 Club con UK Subs e Eric Blowtorch.
Il 7 gennaio 2002 il complesso iniziò la scrittura e la registrazione del nuovo album, intitolato Inside Project, la cui pubblicazione era prevista prima del termine di quello stesso anno. Il 18 marzo Perry annunciò il rilancio della sua etichetta Step Forward Records, assicurando che avrebbe fornito ulteriori dettagli in merito a eventuali ristampe di vecchi album degli ATV. Il 10 maggio il gruppo riprese ad esibirsi dal vivo, al Cartoon Club di Croydon, assieme ai Pork Dukes; fu l'ultimo concerto con la band del bassista Grahame Hullett, che fu sostituito da Steve Carter. Il 10 giugno la traccia Plastic People, cover dei Mothers of Invention, fu pubblicata all'interno della compilation 25 Years of Anarchy, i cui proventi furono interamente devoluti in beneficenza. Il 26 giugno fu pubblicato un album live dall'etichetta Dressed to Kill Records, intitolato 25 Years of ATV: Live at CBGB's, che conteneva una performance registrata nell'aprile del 2001 all'omonimo locale newyorkese.
Il 29 giugno il gruppo suonò live a Derby, il primo concerto con il nuovo bassista Steve Carter, prima di concentrarsi sulla scrittura dell'album Inside Project. Tuttavia il 18 ottobre la pubblicazione dell'album, prevista prima di natale, fu cancellata e rimandata all'anno successivo. Il 19 ottobre, dopo tre mesi di assenza, gli ATV tornarono sul palco a Londra per festeggiare il quarantesimo compleanno del bassista Steve Carter al London Hilton Metropole Hotel. 
Il 10 dicembre fu annunciato sul sito ufficiale di Mark Perry che il gruppo avrebbe partecipato al MIDEM Festival di Cannes per tre giorni, e il 14 dicembre il complesso si esibì al Dublin Catstle di Londra, con la partecipazione di Glyn Collins, ex componente, al flauto. Tra il 20 e il 22 gennaio 2003 gli ATV furono occupati in tre serate al MIDEM Festival a Cannes; in realtà la band suonò solo due volte, dal momento che la terza esibizione fu annullata a causa di un problema di salute di Perry. Il 12 e il 18 aprile il gruppo tenne due ulteriori concerti, il primo in occasione del Punk Aid a Brixham, assieme a Damned, Chelsea e TV Smith, il secondo al Royal Festival Hall di Londra, di supporto a Stephen Malkmus.
Il 26 maggio fu pubblicata una raccolta, composta da due CD e intitolata Action Time Vision - The ATV Anthology. L'album, edito da Sanctuary Records, conteneva anche otto tracce inedite. Il 21 giugno gli ATV si esibirono al Mad Pride di Londra, assieme all'ex batterista Dave Morgan, che era uscito dalla band dodici anni prima.
Nel 2003 venne pubblicato il bootleg ufficiale Viva La Rock'n' Roll, contenente concerti registrati in Regno Unito, Francia, Germania e Stati Uniti, mentre l'anno successivo Perry realizzò una cover del classico dei Ramones Now I Wanna Sniff Some Glue, pubblicato come singolo per la Lost Moment Records e in una compilation tributo ai Ramones. Nel 2006 la Cleopatra Records ha pubblicato una raccolta di tutto il materiale edito negli USA da Lost Moment, con il titolo In Control.
Perry nel dicembre 2006 ha creato la Sniffin' Glue Records che ebbe come sua prima pubblicazione il terzo album dei Long Decline.

## Componenti passati e presenti
- Mark Perry - voce, chitarra, vari altri strumenti
- Alex Fergusson - chitarra, voce
- Micky Smith - basso
- John Towe - batteria
- Tyrone Thomas - basso, chitarra
- Chris Bennett - batteria
- Dennis Burns - basso
- Kim Turner - chitarra
- Mick Linehan - chitarra
- Dave George - chitarra, vari altri strumenti
- Anno Graver - voce
- Henry Badowski - batteria, sassofono
- Gillian Hanna - voce
- Alan Gruner - tastiere
- Ray Weston - batteria
- Karl Blake - chitarra, batteria
- Nag - basso
- Protag - chitarra
- Steve Cannell - basso
- Allison Phillips - batteria
- Clive Giblin - chitarra
- Fish - batteria
- James Kyllo - chitarra, voce
- Dave Morgan - batteria
- Bob - batteria
- Luci Bocchino - chitarra
- Rob Ugly - basso
- John Isaac - batteria
- Dick Ugly - tastiere
- Lee McFadden - basso
- Tony Barber - basso, chitarra
- Kevin Mann - batteria
- Grahame Hullett - basso
- Steve Carter - basso

## Discografia

### Album studio
- 1978 - The Image Has Cracked
- 1978 - Vibing Up the Senile Man
- 1981 - Strange Kicks
- 1987 - Peep Show
- 1990 - Dragon Love
- 1994 - My Life as a Child Star
- 1998 - Punk Life
- 1999 - Apollo
- 2001 - Revolution

### Album live
- 1978 - What You See Is What You Are (split con gli Here & Now)
- 1979 - Live at the Rat Club '77
- 1993 - Live 1978
- 2003 - Viva La Rock'n' Roll
- 2009 - Black and White: Live

### Raccolte
- 1980 - Action Time Vision
- 1989 - Splitting In 2 - Selected Viewing
- 1994 - The Image Has Cracked - The Alternative TV Collection
- 1995 - The Radio Sessions
- 1996 - The Industrial Sessions 1977
- 1996 - Vibing Up The Senile Man - The Second Alternative TV Collection
- 2006 - In Control

### Split
- 1980 - Scars on Sunday (split con i The Good Missionaries)
- 1980 - An Ye As Well (split con i The Good Missionaries)

### Singoli e EP
- 1977 - Love Lies Limp
- 1977 - How Much Longer
- 1977 - Life After Life
- 1978 - Action Time Vision
- 1978 - Life/Love Lies Limp
- 1979 - The Force Is Blind
- 1981 - The Ancient Rebels
- 1981 - Communicate
- 1986 - Welcome To The End Of Fun
- 1986 - Love/Sex EP
- 1987 - My Baby's Laughing (Empty Summer's Dream)
- 1990 - The Sol EP
- 1994 - Best Wishes
- 1995 - Purpose In My Life